# Magdalena Kunicka-Paszkiewicz

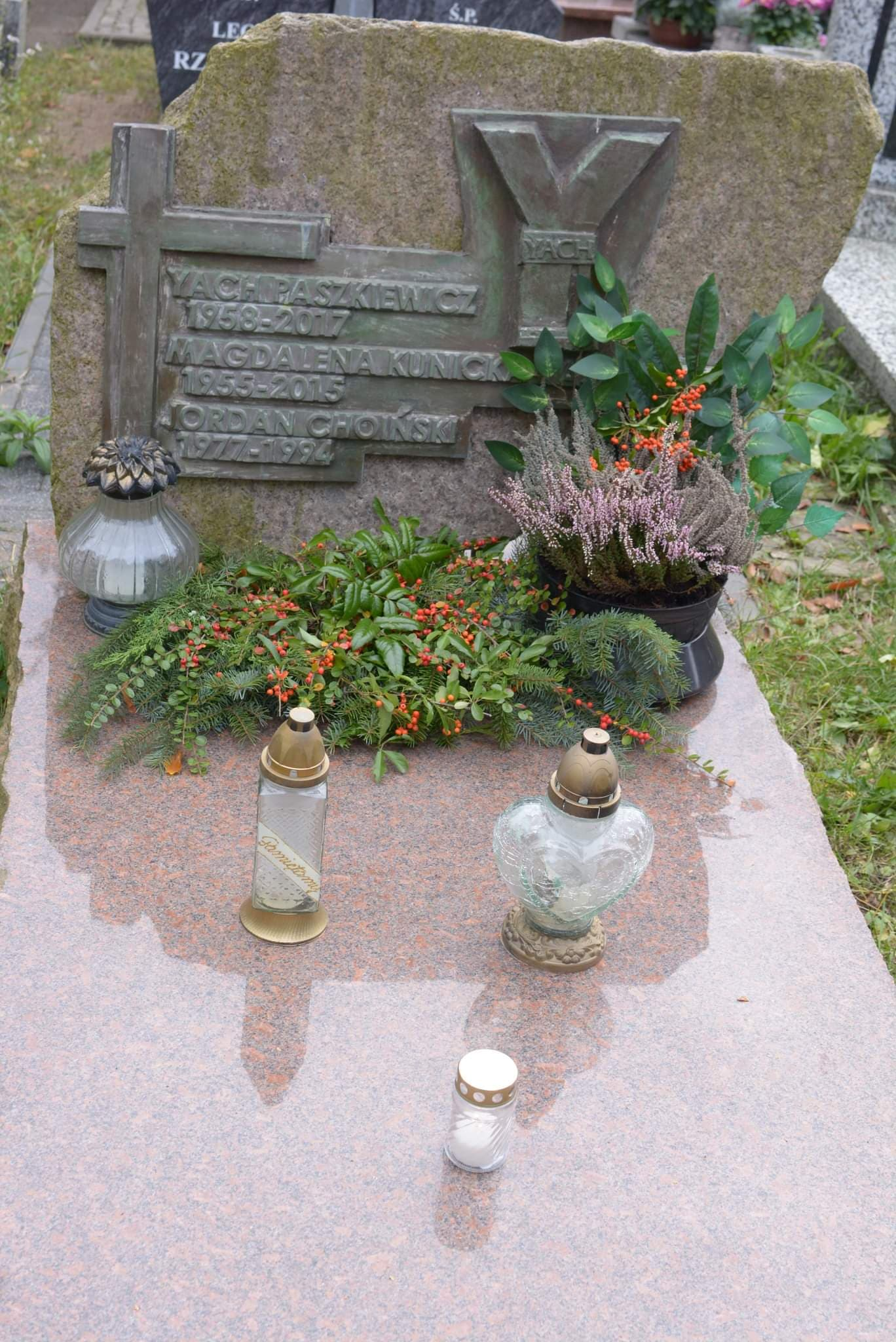
Grób Magdaleny Kunickiej-Paszkiewicz na Cmentarzu Łostowickim w Gdańsku

Magdalena Stefania Paszkiewicz  z domu Kunicka (ur. 2 września 1955 w Sopocie, zm. 1 listopada 2015 w Gdańsku) – polska animatorka kultury, współorganizatorka Festiwalu Polskich Wideoklipów Yach Film.

## Życiorys
W latach 1983–1986 pracowała w trójmiejskim salonie prasowym Empik, a następnie kierowała Domem Kultury w gdańskiej dzielnicy Suchanino. W latach 1992–1993 była pracownikiem Nadbałtyckiego Centrum Kultury (NCK), w latach 1993–2002 TVP Gdańsk, a następnie w latach 2003–2008 ponownie pracownikiem NCK. W latach 1991–2012 była wraz z mężem Janem „Yachem” Paszkiewiczem współorganizatorką Festiwalu Polskich Wideoklipów Yach Film.
Była autorką i współautorką teledysków między innymi Martyny Jakubowicz, Majki Jeżowskiej, Ryszarda Rynkowskiego czy Rudiego Schubertha. W 2000 roku była wraz z mężem nominowana do nagrody muzycznej Fryderyk za teledysk do piosenki Kumple Janosika zespołu Big Cyc.
Zmarła po ciężkiej chorobie, została pochowana na gdańskim Cmentarzu Łostowickim.